# 馬利伊夫卡 (別列茲涅古瓦捷區)
47°29′6″N 32°43′45″E / 47.48500°N 32.72917°E
馬利伊夫卡（烏克蘭語：Маліївка），是烏克蘭南部的村莊，隸屬尼古拉耶夫州的巴什坦卡區。該村始建於1812年，面積2.37平方公里，海拔高度87米，2001年人口1,032，人口密度每平方公里435.4人。